# Svatý Jan pod Skalou
Svatý Jan pod Skalou là một làng thuộc huyện Beroun, vùng Středočeský, Cộng hòa Séc.